# Lait au four

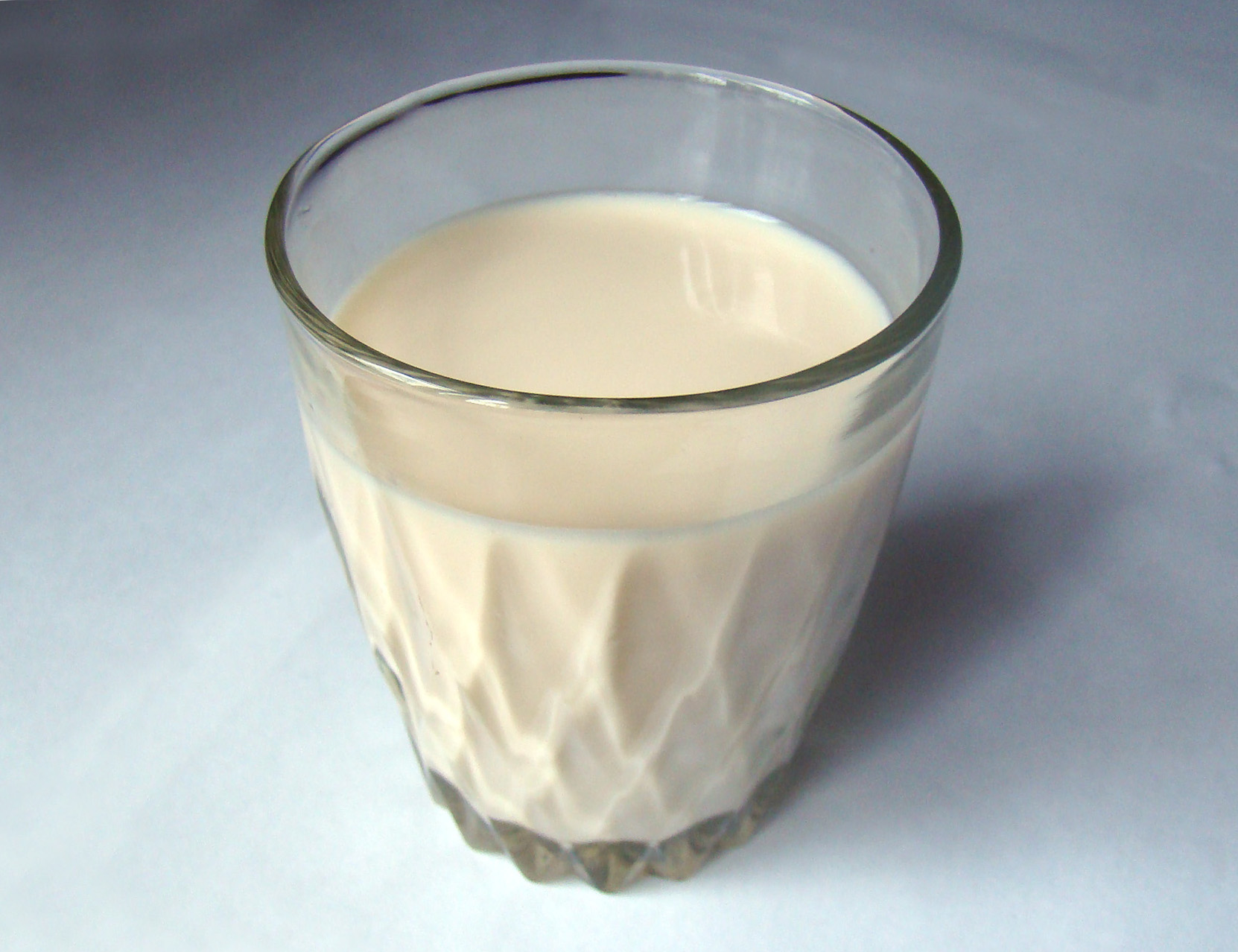
Lait au four

Le lait au four (en russe : топлёное молоко, en ukrainien: пряжене молоко, et en biélorusse: адтопленае малако) est un lait bouilli qui fut très populaire en Russie, Ukraine et Biélorussie. Il est obtenu en faisant cuire le lait à feu doux pendant au moins huit heures. Cette méthode de cuisson est pratiquement inconnue dans les pays non slaves.
On trouve une recette similaire chez les peuples mongol et turc, dont au Kazakhstan, avec la recette du katik ou katyk (lait aigre et épais de vache et de brebis). La principale différence avec la recette turque est que le lait au four est maintenu à une température très chaude mais sans point d'ébullition constant et avec un couvercle, alors que le katik est soumis à un point d'ébullition prolongé sans couvercle, ce qui lui fait perdre les 2/3 de sa masse. Le katik dilué pendant plusieurs jours avec du lait frais de jument et mis à fermenter donne du koumis.
Il est consommé principalement sous forme de boisson.

## Fabrication

### Maison
Dans les zones rurales il était fabriqué en laissant un pot de lait au four pendant une journée ou une nuit jusqu'à ce qu'il soit recouvert d'une croûte brune.
À la maison il est fabriqué en mettant pendant 4 à 6 heures du lait bouillant dans un récipient hermétique.
On l'appelle traditionnellement 'топлёное молоко' 'toplyonoe moloko'. Il ne contient pas de bactéries et peut se conserver à température ambiante pendant deux jours. Il sert surtout à préparer des gâteaux, des biscuits, du lait caillé, et pour la crème.
Le lait au four battu s'appelle 'ряженка' 'ryazhenka'.

### Industrielle
La production industrielle se fait avec du lait pré-pasteurisé, stocké à une température de 85 à 99 degrés dans des récipients fermés pendant au moins 3 heures pour atteindre de bonnes qualités organoleptiques. Dans ce cas, le lait est agité pour empêcher l'apparition d'une couche de graisse et protéine à la surface. Après le chauffage, le lait, toujours agité dans le même conteneur, est refroidi à 40 degrés. Il est ensuite envoyé vers le refroidisseur et emballé.
L'exposition prolongée à la chaleur provoque une réaction entre les acides aminés et le lactose, ce qui entraîne la formation de composés mélanoidine qui donne au lait sa couleur crémeuse et son goût de caramel. Une grande partie de l'eau s'évapore pendant la cuisson, entraînant un changement de consistance.